# Salinispora
Salinispora ist eine Gattung obligat aerober, grampositiver, nicht säurefester Bakterien, die zur Familie Micromonosporaceae gehören. Sie sind heterotroph, nicht beweglich (motil) und wachsen obligat unter Bedingungen mit hoher osmotischer / ionischer Stärke (Gradienten). Salinispora ist die erste identifizierte Gattung grampositiver Bakterien, die eine hohe osmotische/ionische Stärke zum Überleben benötigen. Sie sind in tropischen Meeressedimenten weit verbreitet und wurden erstmals 2002 identifiziert. Diese Bakteriengattung hat aufgrund der Produktion neuartiger Sekundärmetaboliten, die pharmazeutisch genutzt werden können, potenziell biotechnologische Bedeutung.

## Beschreibung
Die Mitglieder von Salinispora sind gram-positive, fadenförmige Bakterien, die weit verzweigte Hyphen mit glatten Sporen bilden, die in Büscheln (Clustern) oder einzeln auftreten können. Bei der Sporenbildung können sich die Sporen von kurzen sporentragenden Ausstülpungen (Sporophoren) oder (wenn festsitzend, d. h. sessil) direkt von der Basis aus verbreiten.
Die Salinispora-Bakterien produzieren eine Reihe von Pigmenten, darunter dunkelbraune, schwarze, orangefarbene und rosafarbene. Vermutlich verbringen sie einen beträchtlichen Teil der Zeit im Ruhestadium als Sporen, wobei die Sporen im Vergleich zu den wachsenden Individuen sehr viel zahlreicher und weiter verbreitet sind. Es hat sich gezeigt, dass sie in Kultur bevorzugt in den oberen Sedimentschichten wachsen, wo auch Blüten (vgl. Algenblüten) an der Grenzschicht zwischen Sediment und Seewasser beobachtet wurden.
Salinispora ist die erste beschriebene grampositive Bakteriengattung, die zum Überleben eine Umgebung mit hoher osmotischer/ionischer Stärke benötigt. Dabei können die für Meerwasser üblichen Konzentrationen an Natrium-Ionen (des Salzwassers) durch solche der verwandten chemischen Elemente Kalium oder Lithium ersetzt werden. Die benötigte Ionenstärke ist bei den einzelnen Salinispora-Arten unterschiedlich. Sie ist vermutlich bei allen Arten auf den Verlust des MscL-Transporters (en. Large-conductance mechanosensitive channel) in den Zellmembranen zurückzuführen.
Die Arten und Stämme von Salinispora produzieren eine große Vielfalt an Sekundärmetaboliten. Die umfangreiche Produktion bestimmter Sekundärmetaboliten belegt deren Bedeutung für das bakterielle Überleben. Vermutlich wurden für diese Biosynthesen verantwortlichen Gen-Cluster ursprünglich durch horizontalen Gentransfer erworben, was die hohe Sequenzähnlichkeit zwischen den Arten und Stämmen erklären könnte. Die große Bandbreite an verschiedenen biosynthetischen Genprodukten könnte auch zur Nischendifferenzierung (Differenzierung in verschiedene ökologische Nischen) beigetragen haben. Sie kann daher zur Identifizierung spezifischer Arten und Stämme innerhalb der Gattung Salinispora verwendet werden.

## Vorkommen

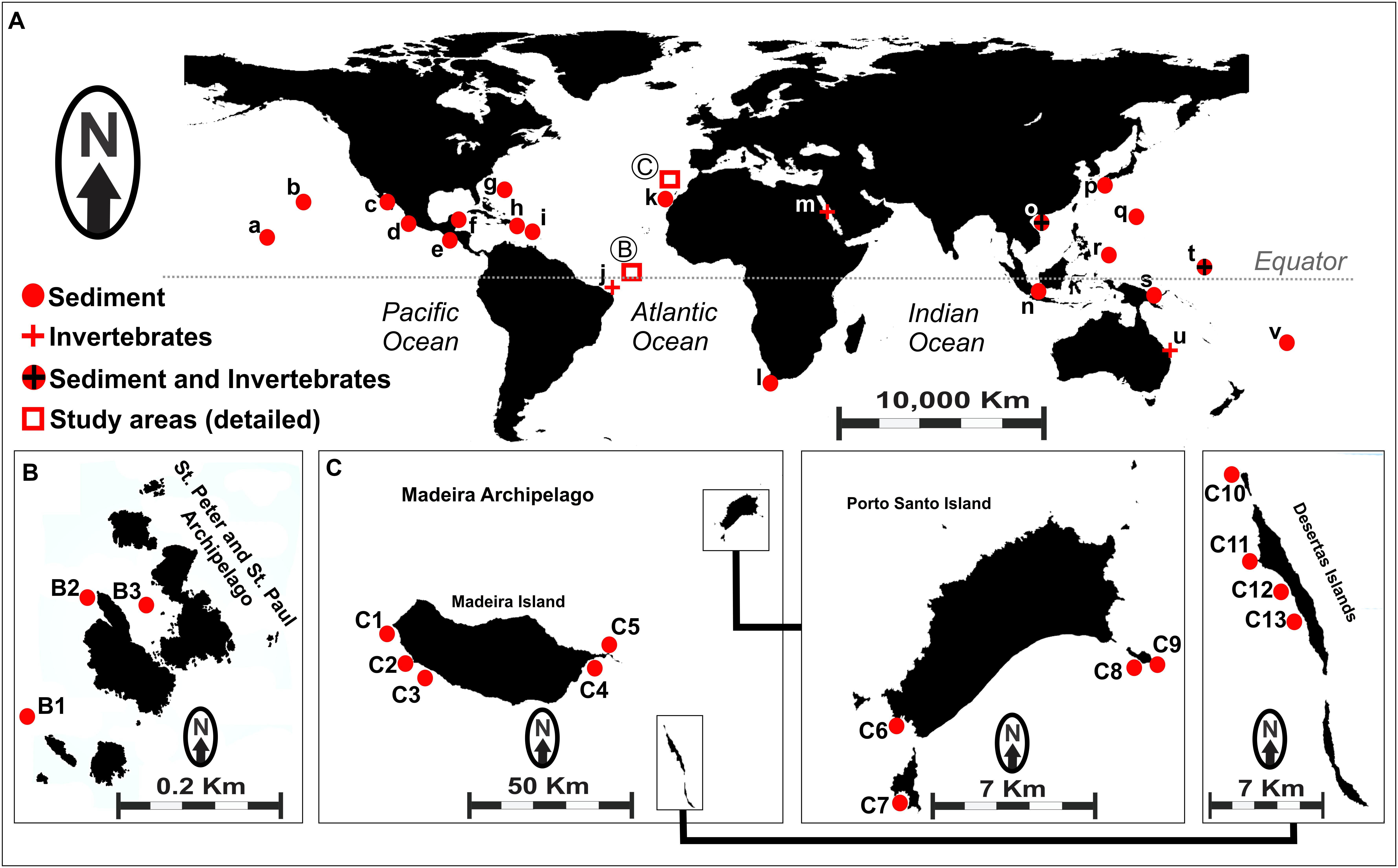
Entnahmeorte (en. sampling sites) von Salinispora-Proben

Salinispora-Vertreter kommen häufig in tropischen und subtropischen küstennahen Meeressedimenten des Atlantiks, des Pazifiks und des Indischen Ozeans vor. Sie wurden in Tiefen von bis zu 5699 m nachgewiesen. Allerdings ist unklar, ob dort um aktives Wachstum möglich ist oder ob es sich lediglich um Sporen handelt; es wurde jedoch bestätigt, dass diese Bakterien in Tiefen von bis zu 1100 m wachsen können. Da Vertreter dieser Gattung auch aus Schwämmen und Algen isoliert wurden, ist ihre Verbreitung möglicherweise nicht auf Sedimente beschränkt.
Salinispora arenicola wurde beispielsweise aus der Weichkoralle Scleronephthya lewinsohni isoliert.
Die Mehrzahl der Isolate der Art S. tropica stammen aus der Karibik, während die übrigen in allen drei Ozeanen identifiziert wurden. Die geografisch am häufigsten vorkommende Art ist S. arenicola.

## Etymologie
Das Präfix des Gattungsnamens kommt von neulateinisch salinus ‚Saline‘, ‚Kochsalzlösung‘ und altgriechisch σπορά spora, deutsch ‚Samen‘, ‚Spore‘ (bakteriologisch). Salinispora bedeutet also ein sporenbildendes Bakterium, das im Salzwasser lebt, was auf das marine Habitat der Organismen hinweist.

## Arten
Die List of Prokaryotic names with Standing in Nomenclature (LPSN) und der Taxonomy Browser des National Center for Biotechnology Information (NCBI) listen in der Gattung Salinispora derzeit (Stand 1. Juni 2022) neun Arten, darunter die besser untersuchten S. arenicola, S. tropica und S. pacifica. Im Jahr 2020 wurde aufgrund vergleichender Genomanalysen einer Gruppe von Stämmen, die ursprünglich alle als S. pacifica klassifiziert wurden, sechs weitere Arten von dieser abgegrenzt. Aufgrund des gemeinsamen Vorkommens ist die Differenzierung dieser Arten ist wahrscheinlich eher das Ergebnis einer Nischendifferenzierung (Differenzierung in verschiedene ökologische Nischen, s. o.) als einer allopatrischen Speziation durch räumliche Trennung. Trotz der hohen Sequenzähnlichkeit zwischen den Salinispora-Genomen (mehr als 99 % Sequenzidentität der 16S rRNA) wurden art- und stammbasierte Unterschiede zwischen den Biosynthese-Genclustern und den jeweiligen Produkten (Sekundärmetaboliten) festgestellt.
Neben diesen neun offiziellen Arten listet die NCBI-Taxonomie noch mehr als 130 Artkandidaten mit vorläufigen Bezeichnungen und mehr als 60 Nukleotid- bzw. 30 Protein-Sequenzen auf, die potentiell zu weiteren Arten gehören könnten.
Die Genome Taxonomy Database (GTDB) synonymisiert abweichend Salinispora mit der großen Gattung Micromonospora und führt alle Spezies unter diesem Gattungsnamen (bis auf S. goodfellowii, in der GTDB nicht bekannt) – genauso wie für die nahe verwandte Gattung Verrucosispora (bei der auch die LPSN- und die NCBI-Taxonomie diesen Schritt bis auf einige m. o. w. dubiose Ausnahmen vollzogen haben). Die GTDB ordnet dabei weitere ursprünglich S. pacifica zugeordnete Stämme den 2020 abgetrennten Spezies zu (Beispiele s. u.).
Von dieser umfangreichen Gattung Micromonospora trennt die GTDB allerdings einige andere Spezies ab in die ausgegliederten Gattungen mit den provisorischen Namen Micromonospora_E, Micromonospora_G und Micromonospora_H.
Alle diese diskutierten Gattungen werden als Mitglieder der Familie Micromonosporaceae gesehen.
Die folgende Artenliste basiert in erster Linie auf der LPSN (im Wesentlichen übereinstimmend mit der NCBI-Taxonomie), ergänzt um die abweichenden Bezeichnungen/Klassifizierungen nach der GTDB.
Gattung: Salinispora Maldonado et al. 2005 bzw. Maldonado et al. 2005 emend. Román-Ponce et al. 2020, mit Schreibvariante: „Salinospora“ Mincer et al. 2002.
Arten:
- Salinispora arenicola Maldonado et al. 2005, inklusive Salinispora sp. CNH-646 und S. sp. CNH-964 - Typus.[A 3]
00000GTDB: Micromonospora arenicola
- Salinispora tropica Maldonado et al. 2005 bzw. Maldonado et al. 2005 emend. Nouioui et al. 2018, inkl. Salinispora sp. CNB-536
00000GTDB: Micromonospora tropica
- Salinispora-pacifica-Gruppe[21]
  - Salinispora pacifica Ahmed et al. 2014 bzw. Oh et al. 2006 oder Ahmed et al. 2014 emend. Nouioui et al. 2018, veraltet „Micromonospora lomaivitiensis“.[28][5][A 4]
00000GTDB: Micromonospora pacifica
  - Salinispora cortesiana Román-Ponce et al. 2020, inkl. Salinispora pacifica CNY202
00000GTDB: Micromonospora cortesiana
  - Salinispora fenicalii Román-Ponce et al. 2020, inkl. S. pacifica CNR942, S. p. CNT569
00000GTDB: Micromonospora fenicalii
  - Salinispora goodfellowii Román-Ponce et al. 2020, inkl. S. pacifica CNY666
00000GTDB: Art-Epitheton und Stamm CNY666 (inkl. Schreibvariante CNY-666) unbekannt
  - Salinispora mooreana Román-Ponce et al. 2020, inkl. Salinispora pacifica CNS237, S. p. CNT-150
00000GTDB: Micromonospora mooreana
  - Salinispora oceanensis Román-Ponce et al. 2020, inkl. S. pacifica CNT-138, S. p. CNT029
00000GTDB: Micromonospora oceanensis (inkl. Salinispora pacifica CNS860)
  - Salinispora vitiensis Román-Ponce et al. 2020, inkl. S. pacifica CNS801, S. p. CNT-148
00000GTDB: Micromonospora vitiensis (inkl. Salinispora pacifica CNS055 und Salinispora sp. H7-4)
- nicht-klassifizierte Salinispora mit vorläufigen Artnamen sowie weitere Nukleotid- und Proteinsequenzen (s. o.)[23][24]

________
Anmerkungen (Schreibvarianten der Namen der Stämme):
CNx-nnn = CNxnnn (CNT-138 = CNT138)
DSM nnnnn = DSM:nnnnn (DSM 44819 = DSM:44819)
…

## Pharmazeutische Bedeutung
Salinispora wurde als Modell für die Analyse von Genomsequenzdaten verwendet, um weitere Wege der Biosynthese unter Bakterien aufzudecken. Es geht dabei insbesondere auch um die Nutzbarmachung traditioneller Naturstoffe und Verfahren als Grundlage für die Erforschung und Entwicklung möglicher neuer Arzneimittel. Die Betrachtung der Evolutionsgeschichte und der Vielfalt der Gattung gibt Aufschluss, auf welche Weise bei Bakterien die beobachtete chemische Vielfalt (Diversität) der verschiedenen Sekundärmetaboliten entsteht. Viele der verschiedenen Sekundärmetaboliten von Salinispora-Spezies konnten als potenziell pharmazeutisch wertvoll identifiziert werden. Die Salinispora-Arten lassen sich anhand der Naturstoffe unterscheiden, die jede Art produziert.

### Sekundärmetaboliten vonSalinispora arenicola
Die sekundären Stoffwechselprodukte von S. arenicola haben ein breites Spektrum an pharmazeutischen Anwendungen. Es gibt über 20 natürliche Verbindungen, die sich aus S. arenicola isolieren lassen, z. B. Arenamide, Arenicolide, Arenimycine oder Salinisporamycin. Zu den umfangreichen potenziellen Anwendungen für diese Verbindungen gehören das Unschädlichmachen von Krebszellen oder die Hemmung von Krebsvorstufen; andere Verbindungen haben antibiotische Fähigkeiten bei resistenten Bakterien, Hefen und anderen Pilzen gezeigt. Cycloaspeptide können eine mögliche Medikation bei Asthma sein, da sie leicht toxisch für Lungenfibroblasten sind (menschlichen Lungenzellen, die für Entzündungen verantwortlich sind). Andere Verbindungen könnten bei der Behandlung von Schwermetallvergiftungen oder zur Senkung des Cholesterinspiegels eingesetzt werden.

### Sekundärmetaboliten vonSalinispora pacifica
Auch wenn die Liste der identifizierten Stoffwechselprodukte von S. pacifica nicht so umfangreich ist wie bei S. arenicola, ist die mögliche pharmazeutische Nutzung dieser Substanzen interessant. Einige Verbindungen hemmen ebenfalls das Krebswachstums. Beispielsweise sind unter den Cyanosporasiden potenzielle Hemmstoffe für das menschliche Kolonkarzinom. Andere Metaboliten können als Antioxidantien oder Antibiotika verwendet werden. Zu dieser Art gehören auch einige Metaboliten, die als Immunsuppressiva wirken können. Mycalamid A wurde als potenzielles Virostatikum, Antitumormittel und sogar als mögliches HIV-Therapeutikum entdeckt, da es die Aktivierung der von HIV als Wirt bevorzugten T-Zellen hemmt. Pacificanone A und B sind weitere Metaboliten mit immunsuppressiven Eigenschaften und möglichen Anwendungen bei der Behandlung von Allergien.
S. pacifica produziert eine zytotoxische Familie von Sekundärmetaboliten, die Lomaiviticine. Sie waren die ersten Verbindungen, die aus der Gattung Salinispora isoliert wurden, ihre Strukturen wurden 2001 veröffentlicht. Ursprünglich wurde berichtet, dass es sich bei dem produzierenden Bakterienstamm um eine neue Micromonospora-Spezies mit dem vorgeschlagenen Namen „Micromonospora lomaivitiensis“ handelt. Weitere Gensequenzanalysen ergaben, dass es sich bei dem Stamm tatsächlich um S. pacifica handelt – in der Genome Taxonomy Database (GTDB) firmiert die Spezies heute wieder als Micromonospora pacifica in dieser Gattung (s. o.).
Lomaiviticine sind aromatische Polyketide aus der Familie der Angucycline und besitzen eine Diazogruppe, die den Kinamycinen ähnelt. Es gibt zwei Klassen dieses Naturprodukts: Lomaiviticin A und Lomaiviticin B. Beide Klassen weisen eine starke DNA-schädigende Aktivität auf und sind nachweislich hoch zytotoxisch gegenüber menschlichen Krebszellen. Lomaiviticin A entfaltet die größere Aktivität und ist auch das häufiger vorkommende von beiden.
Aufgrund ihrer besonderen molekularen Architektur und ihrer biologischen Aktivitäten sind die Lomaiviticine als Naturprodukte von großem Interesse für eine mögliche chemische Synthese. Trotz dieses großen Interesses ist die vollständige Synthese von Lomaiviticinen noch nicht gelungen (Stand 2014). Auch ist die enzymatische Chemie der Biosynthese dieser Substanzen noch nicht umfassend erforscht (Stand 2009). Ausgehend von der Untersuchung ihrer charakteristischen Struktur wird angenommen, dass die Synthese dieser Produkts zur Erforschung und Entwicklung vieler neuartiger enzymatischer Reaktionen führen wird.

### Sekundärmetaboliten vonSalinispora tropica
Die Zahl der aus S. tropica identifizierten und isolierten Sekundärmetaboliten ist nochmals geringer als bei den beiden oben erwähnten Arten. Die pharmazeutische und klinische Relevanz dieser Metaboliten ist jedoch wesentlich höher: Bislang sind die Salinosporamida (Beispiel: Salinosporamid A) aus klinischer Sicht die erfolgreichsten Sekundärmetabolite aus Salinisopora. Vertreter dieser Klasse wurden bereits in Studien am Menschen eingesetzt und haben sich als starkes Krebsmittel erwiesen.
Das Genom von S. tropica wurde 2007 sequenziert. Die Biosynthese von Salinosporamid A durch S. tropica erfolgt vermittels eines SalC genannten Enzyms (einer Ketosynthase).
S. tropica produziert darüber hinaus auch Antiprotealide, ein weiteres Anti-Krebsmittel. Dieses ist möglicherweise der am stärksten wirkende Krebshemmer in der Liste der Salinispora-Sekundärmetaboliten überhaupt, denn die natürliche Verbindung ist ein sehr starkes Zytotoxin für Myelomzellen.